# Seleção Soviética de Futebol
A Seleção Soviética de Futebol (Em Russo: Сборная СССР по футболу) foi a seleção nacional de futebol da União Soviética. Deixou de existir oficialmente com o fim do país, em 1991, subsistindo virtualmente na seleção da CEI para os jogos da Eurocopa de 1992, tendo como sucessora oficial a seleção da Rússia.
O maior triunfo foi a Eurocopa de 1960, tendo como maior figura o goleiro lendário Lev Yashin.
Os jogadores não-russos costumavam ter seus nomes (e às vezes, também os sobrenomes) russificados, o que ocorria principalmente com os ucranianos e os bielorrussos.
Cerca de 47% dos jogadores soviéticos convocados para Copas do Mundo eram nativos da atual Rússia; 31%, da atual Ucrânia; 14%, da  atual Geórgia; e os 8% restantes, das demais repúblicas.

## História

### A era Yashin
Seu primeiro grande torneio foi nas Olimpíadas de Helsinque, em 1952, onde contou até com um espanhol, Agustín Gómez. O maior destaque individual foi Vsevolod Bobrov, autor de cinco dos 8 gols do grupo na competição. Na Olimpíada seguinte, em 1956, a seleção conquistou o ouro. Foi para sua primeira Copa do Mundo em 1958. As estrelas do time eram o goleiro Lev Yashin, do Dínamo Moscou, e Igor Netto, do Spartak Moscou. Porém, Eduard Streltsov (jogador do Torpedo Moscou), outro jogador importante, não foi chamado, devido a toda uma rede de intrigas.
Foi a primeira seleção que jogou contra Pelé e Garrincha juntos; conta-se que Garrincha passou a chamar seus adversários de "João" depois deste jogo, pois não conseguia pronunciar o nome de seu marcador, Boris Kuznetsov. A sigla "CCCP", estampada na camisa vermelha da equipe, inspiraria ainda outra piada para os brasileiros: "Cuidado, Camarada, (com o) Crioulo Pelé". Na realidade, "CCCP" é o equivalente em russo cirílico para a sigla portuguesa URSS. Tendo se classificado em segundo lugar no grupo (após um jogo decisivo contra a Inglaterra, vencido por 1 x 0), os soviéticos acabaram eliminados pelos anfitriões suecos.
Ganhou em 1960 a primeira Eurocopa (único título da equipe no torneio), vencendo a Iugoslávia na final. Dois anos depois, no mundial do Chile, o time acabaria eliminado novamente pelos anfitriões, num jogo marcado por duas falhas incomuns de Yashin. Valentin Ivanov terminaria como um dos artilheiros da Copa. Em 1964, a equipe chegaria à final da segunda Eurocopa, mas novamente perderia para o anfitrião (desta vez, a Espanha). No mundial de 1966, obteve sua melhor colocação em Copas do Mundo, um quarto lugar - foram eliminados nas semifinais pela Alemanha Ocidental. Seria a última Copa jogada por Yashin, que iria à edição de 1970 como reserva, e também como o atleta mais velho do torneio (tinha 40 anos de idade à época).

### Ausência em Copas e bronzes olímpicos

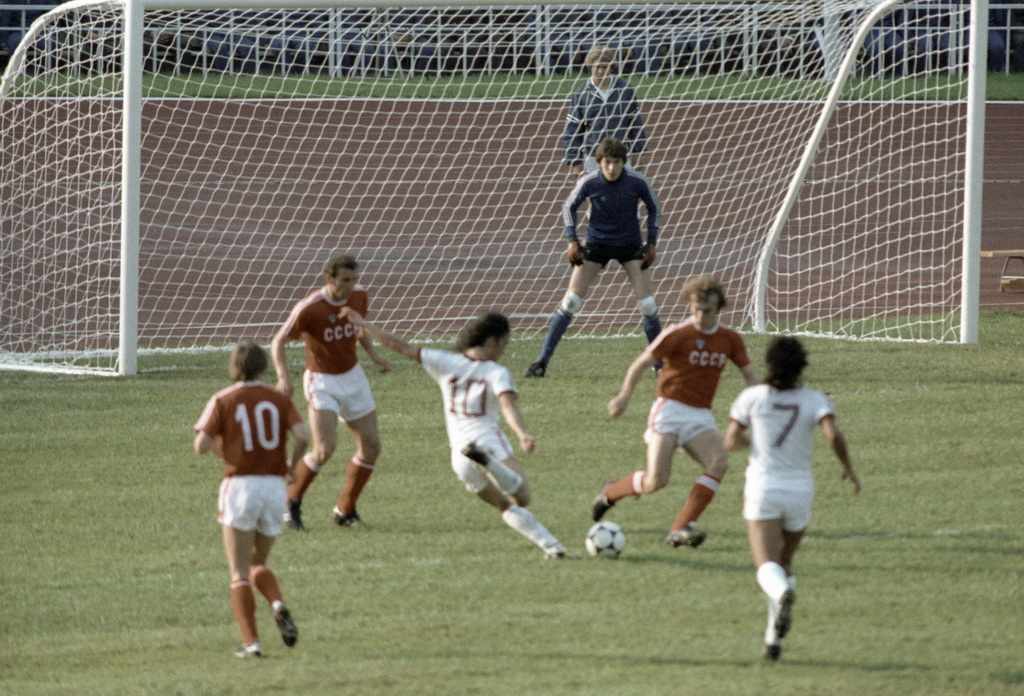
Partida entre a URSS e a Venezuela nos Jogos Olímpicos de 1980.

Seriam eliminados nas semifinais da Eurocopa seguinte, em 1968, pelos italianos, que terminaram como campeões. Na Copa de 1970, chegariam às quartas-de-final do torneio, onde foram eliminados pelo Uruguai, no tempo extra. Na Eurocopa de 1972, perderam a final para a Alemanha Ocidental, graças às grandes atuações de Günter Netzer e Gerd Müller, e levariam o bronze nas Olimpíadas do mesmo ano e também nas de 1976 e 1980, estes disputados em casa. Não participaram da Copa de 1974 por se recusarem a jogar uma repescagem contra o Chile, em resposta ao golpe militar de Augusto Pinochet no ano anterior, patrocinado pela CIA. Não iriam também para o mundial de 1978, desta vez por terem sido eliminados no grupo de classificação.

### Domínio não-russo
Voltaram às Copas em 1982, com um bom time, que tinha no goleiro Rinat Dasayev um sucessor à altura de Yashin, além de vários jogadores ucranianos no elenco (os mais famosos sendo Oleh Blokhin, Volodymyr Bezsonov e Serhiy Baltacha), um reflexo da grande fase do Dínamo Kiev, na época. Outro Dínamo que vivia grande momento naqueles anos era o de Tbilisi, razão para que tivesse também bom número de georgianos no grupo: Tengiz Sulakvelidze, Aleksandre Chivadze, Ramaz Shengelia e Vitali Daraselia - morto no final daquele ano - embora o grande astro do time, Davit Kipiani, não tenha sido chamado, por motivos não-eslcarecidos. Os vermelhos encararam o Brasil na primeira fase, em um jogo nervoso. Foram eliminados na fase seguinte com um empate sem gols contra a Polônia, quando necessitavam da vitória para passar para as semifinais.
Em 1986, com a mesma base do mundial anterior (e com mais ucranianos, como Ihor Byelanov e Oleksandr Zavarov e o técnico Valeriy Lobanovs'kyi), terminaram a primeira fase como líderes de um grupo que também continha a França de Michel Platini. Na fase seguinte, entretanto, foram eliminados pelos belgas, mesmo tendo marcado três gols (todos de Byelanov, que seria Bola de Ouro naquela temporada), pois levaram quatro. Conquistaram a medalha de ouro na Universíada de 1987. Em 1988, nas Olimpíadas de Seul, conquistaram a medalha de ouro, derrotando o Brasil na final, depois de amargarem o vice-campeonato na Eurocopa do mesmo ano, perdendo para os Países Baixos de Ruud Gullit e Marco van Basten.

### Decadência
Desde então, a seleção se enfraqueceu, sendo eliminada na primeira fase da Copa de 1990, sendo a primeira vez que isto aconteceu com os vermelhos em uma Copa. A equipe refletia o enfraquecimento contínuo do país - as três repúblicas bálticas (Estônia, Letônia e Lituânia) já haviam se separado da União antes da competição - fazendo com que atletas lituanos que haviam participado nas competições de 1988 não fossem ao mundial, caso de Arminas Narbekovas, Viačeslavas Sukristovas e Arvydas Janonis.
A União Soviética deixaria de existir no final do ano de 1991. Mas como a seleção já estava classificada para a Eurocopa de 1992 antes da desmantelação do país, achou-se mais conveniente a equipe disputar o torneio como Seleção da CEI (Comunidade dos Estados Independentes), visto que desta vez havia vários não-russos no elenco.

## Evolução dos uniformes
| 1958-1989 | 1966 (usado contra a Coreia do Norte) | 1970 (usado contra a Bélgica) | 1975 (usado contra a Irlanda) | 1982 (titular) | 1982 (reserva) | 1986 (titular) | 1986 (reserva) |

| 1988 (titular) | 1988 (reserva) | 1988 (titular) | 1990 (titular) | 1990 (reserva) | 1991 (titular) | 1991 (titular) | 1991 (reserva) |

## Títulos
| CONTINENTAIS | CONTINENTAIS | CONTINENTAIS | CONTINENTAIS |
|              | Competição   | Vezes        | Ano          |
| ------------ | ------------ | ------------ | ------------ |
|              | Eurocopa     | 1            | 1960         |

Seleção olímpica
| MUNDIAIS | MUNDIAIS           | MUNDIAIS | MUNDIAIS    |
|          | Competição         | Vezes    | Ano         |
| -------- | ------------------ | -------- | ----------- |
|          | Jogos Olímpicos(1) | 2        | 1956 e 1988 |

## Outros títulos
- Torneio Internacional de Toulon: 1 (1979)
- Copa Carlsberg: 1 (1997)

## Títulos de base

### Seleção Sub-21
- Eurocopa Sub-21: 3 (1976; 1980 e 1990)

### Seleção Sub-20
- Copa do Mundo Sub-20: 1 (1977)

### Seleção Sub-19
- Eurocopa Sub-19: 7 (1966; 1967; 1976; 1978; 1988; 1990)

### Seleção Sub-17
- Copa do Mundo Sub-17: 1 (1987)
- Eurocopa Sub-17: 3 (1985)

### Estudantis
- Universíada: 3 Medalhas de ouro na Universíada de Verão (1987)

TOTAL: 25 títulos
Obs: 17 títulos como União Soviética, 5 títulos como Rússia e 3 títulos como Ucrânia.

## Campanhas destacadas
- Copa do Mundo: 1966 - 4º lugar
- Olimpíadas: medalha de bronze: 1972, 1976, 1980
- Eurocopa: 1964, 1972, 1988 - 2º lugar

## Jogadores na História da Copa do Mundo (por República)

### Rússia- 53
| - Lev Yashin - Vladimir Kesarev - Konstantin Krizhevskiy - Boris Kuznetsov - Yuriy Voynov - Igor Netto - German Apukhtin - Valentin Ivanov - Mkrtych Simonyan (Nikita Simonyan; etnia armênia) - Sergey Salnikov - Anatoliy Ilyin - Vladimir Belyaev - Anatoliy Maslyonkin - Viktor Tsarov - Aleksandr Ivanov - Valentin Bubukin - Gennadiy Gusarov - Yuriy Falin - Genrikh Fedosov - Albert Shesternyov - Nikolay Manoshin - Valeriy Voronin - Aleksey Mamykin - Slava Met'reveli (Slava Metreveli; etnia georgiana) - Viktor Ponedelnik - Ğälimcan Xösäyenev (Galimzyan Khusainov; etnia tártara) - Igor Chislenko |  | - Vladimir Ponomarov - Valentin Afonin - Vasiliy Danilov - Aleksey Korneyev - Eduard Malafeyew (Eduard Malofeyev; etnia bielorrussa) - Yevgeniy Lovchev - Gennadiy Logofet - Valeriy Zykov - Nikolay Kiselev - Gennadiy Yevryuzhikhin - Anatoliy Puzach (etnia ucraniana) - Rinat Dasayev (etnia tártara) - Aleksandre Chivadze (Aleksandr Chivadze; etnia georgiana) - Yuriy Gavrilov - Wağyz Hidiätullin (Vagiz Khidiyatullin; etnia tártara) - Sergey Rodionov - Oleg Romantsev - V'yacheslav Chanov (Vyacheslav Chanov; etnia ucraniana) - Gennadiy Morozov - Aleksandr Bubnov - Nikolay Larionov - Aleksandr Borodyuk - Igor Shalimov - Sergey Fokin - Valeriy Broshin - Aleksandr Uvarov |

### Ucrânia- 33
| - Volodymyr Maslachenko (Vladimir Maslachenko) - Volodymyr Yerokhin (Vladimir Yerokhin) - Yeduard Dubyns'kyi (Eduard Dubinskiy; judeu) - József Szabó (Yozhef Sabo; etnia húngara) - Viktor Kanevs'kyi (Viktor Kanevskiy; judeu) - Viktor Serebryanikov - Valeriy Porkuyan - Viktor Bannykov (Viktor Bannikov) - Leonid Shmuts - Volodymyr Kaplichnyi (Vladimir Kaplichniy) - Vladimir Munteanu (Vladimir Muntyan; etnia moldávia) - Anatoliy Byshovets - Vitaliy Khmelnyts'kyi (Vitaliy Khmelnitskiy) - Serhiy Baltacha (Sergey Baltacha) - Anatoliy Dem'yanenko (Anatoliy Demyanenko) - Volodymyr Bezsonov (Vladimir Bessonov) - Oleh Blokhin (Oleg Blokhin) |  | - Andriy Bal' (Andrey Bal) - Serhiy Andreyev (Sergey Andreyev) - Leonid Buryak - Yuriy Susloparov - Vadym Yevtushenko (Vadim Yevtushenko) - Viktor Chanov - Ivan Yaremchuk - Pavlo Yakovenko (Pavel Yakovenko) - Oleksandr Zavarov (Aleksandr Zavarov) - Hennadiy Lytovchenko (Gennadiy Litovchenko) - Oleh Protasov (Oleg Protasov) - Ihor Byelanov (Igor Belanov) - László Rácz (Vasiliy Rats; etnia húngara) - Serhiy Krakovs'kyi (Sergey Krakovskiy) - Ihor Dobrovols'kyi (Igor Dobrovolskiy) - Volodymyr Lyutyi (Vladimir Lyutyy) |

### Geórgia- 14
| - Sergo Kotrikadze (Sergey Kotrikadze) - Givi Chokheli - Mikheil Meskhi (Mikhail Meskhi) - Murtaz Khurtsilava - Vikt'or Getmanovi (Viktor Getmanov) - Giorgi Sichinava (Georgiy Sichinava; etnia abecásia) - Anzor Kavazashvili |  | - Revaz Dzodzuashvili - K'akhi Asatiani (Kakhi Asatiani) - Givi Nodia (Givi Nodiya) - Tengiz Sulakvelidze - Ramaz Shengelia (Ramaz Shengeliya) - Vitali Daraselia (Vitaliy Daraseliya; etnia abecásia) - Akhrik Tsveiba (Akhrik Tsveyba; etnia abecásia) |

| - Syarhey Barowski (Sergey Borovskiy) - Syarhey Aleynikaw (Sergey Aleynikov) - Andrey Zyhmantovich (Andrey Zygmantovich) - Syarhey Harlukovich (Sergey Gorlukovich) |  | - Anatoli Banişevski (Anatoliy Banishevskiy; azerbaijano) - Edoward Margaryan (Eduard Markarov; azerbaijano de etnia armênia) - Xoren Hovhannisyan (Khoren Oganesyan; armênio) - Leonīds Ostrovskis (Leonid Ostrovskiy; letão) - Oleh Kuznetsov (Oleg Kuznetsov; ucraniano étnico nascido na ex-Alemanha Oriental) |

## Desempenho na Copa do Mundo
| - 1930 a 1954 - Não disputou - 1958 - Quartas-de-final - 1962 - Quartas-de-final - 1966 - Quarto lugar - 1970 - Quartas-de-final |  | - 1974 - Desclassificado - 1978 - Não se classificou - 1982 - Segunda fase - 1986 - Segunda fase - 1990 - Primeira fase |

## Desempenho na Eurocopa
| - 1960 - Campeões - 1964 - Vice-campeões - 1968 - Quarto lugar - 1972 - Vice-campeões - 1976 - Quartas-de-final |  | - 1980 - Não se classificou - 1984 - Não se classificou - 1988 - Vice-campeões - 1992 - Primeira fase |

## Outros jogadores de destaque
| - Arkadi Andreasyan (Arkadiy Andreasyan; armênio) - Vsevolod Bobrov (russo) - Fyodor Cherenkov (russo) - Grigoriy Fedotov russo) - Valeræ Gæzzaty (Valeriy Gazzayev; russo osseta) - Syarhey Hotsmanaw Sergey Gotsmanov; bielorrusso - Davit Kipiani (David Kipiani; georgiano) |  | - Oleksiy Mykhailychenko (Aleksey Mikhaylichenko; ucraniano) - Arminas Narbekovas (Armin Narbekov; lituano) - Victor Pasulco (Viktor Pasulko; moldavo étnico nascido na ex-RSS da Ucrânia) - Yevhen Rudakov (Yevgeniy Rudakov; ucraniano) - Eduard Streltsov (russo) - Yevgeniy Yarovenko (cazaque) - Georgiy Yartsev (russo) |

## Recordes individuais

### Mais partidas

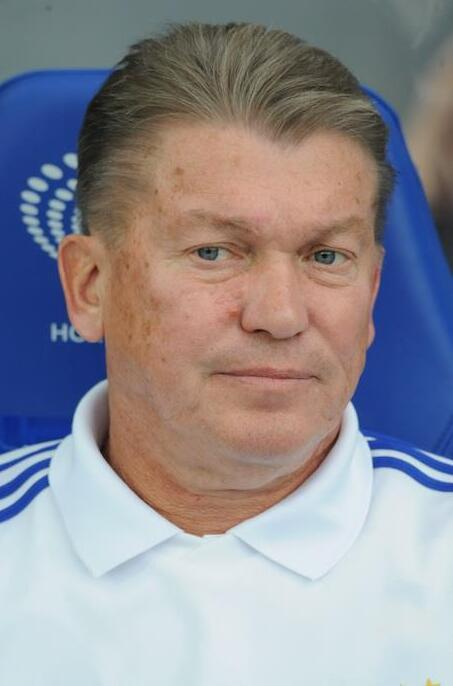
O ucraniano Oleg Blokhin é o futebolista que mais vezes atuou com a camisa da Seleção Soviética de Futebol.

Os onze futebolistas que mais vezes atuaram com a camisa da Seleção Soviética de Futebol.
| Nº  | Nome                | Período   | Jogos |
| --- | ------------------- | --------- | ----- |
| 01º | Oleg Blokhin        | 1972–1988 | 112   |
| 02º | Rinat Dasayev       | 1979–1990 | 91    |
| 03º | Albert Shesternyov  | 1961–1971 | 90    |
| 04º | Anatoliy Demyanenko | 1981–1990 | 81    |
| 05º | Vladimir Bessonov   | 1977–1990 | 79    |
| 06º | Sergey Aleynikov    | 1984–1992 | 77    |
| 07º | Lev Yashin          | 1954–1967 | 74    |
| 08º | Murtaz Khurtsilava  | 1965–1973 | 69    |
| 09º | Oleg Protasov       | 1984–1991 | 68    |
| 10º | Valeriy Voronin     | 1960–1968 | 66    |
| 11º | Oleg Kuznetsov      | 1986–1992 | 63    |

### Maiores artilheiros
Os onze maiores artilheiros da Seleção Soviética de Futebol.
| Nº  | Nome                  | Gols |
| --- | --------------------- | ---- |
| 01º | Oleg Blokhin          | 42   |
| 02º | Oleg Protasov         | 29   |
| 03º | Valentin Ivanov       | 26   |
| 04º | Eduard Streltsov      | 25   |
| 05º | Viktor Kolotov        | 22   |
| 06º | Viktor Ponedelnik     | 20   |
| 06º | Igor Chislenko        | 20   |
| 07º | Anatoliy Banishevskiy | 19   |
| 08º | Anatoliy Ilyin        | 16   |
| 09º | Anatoliy Byshovets    | 15   |
| 09º | Gennadiy Litovchenko  | 15   |
| 10º | Fyodor Cherenkov      | 12   |
| 11º | Sergei Salnikov       | 11   |

- A posição número 06º e 09º tem mais de um futebolista por questão de empate no número de gols marcados.

## Seleções das ex-repúblicas soviéticas
| - Seleção Armênia de Futebol - Seleção Azeri de Futebol - Seleção Bielorrussa de Futebol - Seleção Cazaque de Futebol - Seleção Estoniana de Futebol - Seleção Georgiana de Futebol - Seleção Letã de Futebol - Seleção Lituana de Futebol |  | - Seleção Moldávia de Futebol - Seleção Quirguiz de Futebol - Seleção Russa de Futebol - Seleção Tadjique de Futebol - Seleção Turcomena de Futebol - Seleção Ucraniana de Futebol - Seleção Uzbeque de Futebol |